# Epigrafik
Epigrafik (av grekiska epigrafe, "inskrift", jämför epigram) är den gren av arkeologin, som sysselsätter sig med tolkningen av de inskrifter, vilka bevarats från antiken, samt med deras bearbetande för arkeologins ändamål. Epigrafiker kallas en inskriftforskare. Epigrafisk, som har avseende på inskrift, som hör till epigrafiken.

## Latinsk epigrafik
Epigrafik är en viktig del av antikvetenskapen såväl i latins språkforskning som i studiet av romerska antiken. Storleken på inskriftsmaterialet är omfattande. Det finns inskrifter från gravar, statyer och byggnadsverk. Det ger forskningen unika möjligheter att förstå det romerska samhället, även inblickar i vardagliga personers liv. Några få handskriftsfragment är de enda originaltexter från antiken förutom det stora inskriftsmaterialet.
Inscriptiones Latinae selectae ( latin för "utvalda latinska inskriptioner"; förkortat med ILS) är en kommenterad utgåva av latinska inskriptioner av Hermann Dessau . Verket kom till i slutet av 1800-talet och början av 1900-talet men ger fortsatt ett bra urvalet av epigrafiska texter från det romerska riket. Verket publicerades 1892-1916 i Weidmannschen Verlagsbuchhandlung i Berlin i tre volymer, varav den andra och tredje volymen var och en består av två volymer. 
Samlingen sammanställdes från början av epigrafikern  Wilhelm Henzen , som dog 1887 och då tog Dessau över utgivningsarbetet. Verket innehåller cirka 9400 latinska inskriptioner men därtill cirka 150 grekiska inskriptioner av betydelse i romersk historia. Tredje volymen innehåller omfattande index som underlättar att använda verket i historiska studier.  Inskriptionerna har nummer. Verket vänder sig till forskare, som ett urval av viktiga epigrafiska källor. Men också för undervisning men förutsätter klassisk bildning i latinska språket. Skiljetecken har satts ut och förkortningar har tagits bort  Didaktiskt ger strukturen en ordning efter lättare inskrifter först.  Kronologiskt ges texterna i början grunden att förstå de senare texterna. En kritisk kommentar bifogas till varje inskrift. 

## Numismatik
Inom Numismatik: Den sidan av ett mynt, som har både bild och inskrift, vanligen aversen; finns endast inskrift, kallas den monepigrafisk, endast bild anepigrafisk.

## Några kända epigrafiker
- Franz Bücheler
- Johann Georg Bühler
- Wilhelm Henzen